# رودریچ منزل
رودریچ منزل (انگلیسی: Roderich Menzel; ۱۳ آوریل ۱۹۰۷ – ۱۷ اکتبر ۱۹۸۷) یک تنیس‌باز اهل آلمان بود.